# Каменная Плотина
Ка́менная Плоти́на (ранее Пруды́) — бывшая деревня, вошедшая в состав Москвы. Располагалась у слияния рек Сетуни и Раменки, вблизи старой трассы Рублёвского шоссе.

## История
Археологами на месте деревни Каменная Плотина обнаружено селище XV—XVII веков. Зона культурного слоя селища относится к ценным объектам культурного наследия регионального значения. Выявлена керамика XV века. Селище состоит из двух частей — на левом берегу Раменки, где до 1406 г. располагался загородный дворец митрополита Киприана, и на правом, где позже располагалась собственно деревня.
И. Е. Забелин указывает, что деревня появилась в конце XVII века на месте двора митрополита Киприана. На картах XVIII века указан пруд в устье Раменки, плотина которого, вероятно, и дала название деревне. На топографической карте Московской губернии 1823 года в деревне указано 5 дворов, а на топографической карте 1848 года — 6 дворов.
На советских картах первой половины XX века деревня упоминается под названием «Пруды». На карте 1930 года указано население 31 человек.
В конце 1950-х гг. через Каменную Плотину была проложена Минская улица. 17 августа 1960 года посёлок Каменная Плотина (бывш. Пруды) включён в состав города Москвы. Частная застройка сохранялась до 1970-х гг.
Территория бывшей деревни долгое время оставалась незастроенной. В 1990-е гг. на месте западной части деревни построен жилой комплекс «Золотые ключи». В восточной части бывшая главная улица деревни сохранилась как проезд к гаражам. Автобусная остановка «Каменная плотина» на Минской улице сохраняет наименование деревни.
В 2018 году территория памятника археологии сокращена; в июне 2020 года часть холма срыта ради постройки подземных гаражей.